# Pseudameira furcata
Pseudameira furcata är en kräftdjursart som beskrevs av Georg Ossian Sars 1911. Pseudameira furcata ingår i släktet Pseudameira och familjen Ameiridae. Arten är reproducerande i Sverige. Inga underarter finns listade i Catalogue of Life.